# Bengalski zaljev
Bengalski zaljev je sjeveroistočno rubno more Indijskog oceana. Površina mu je 2,172.000 km2, a oivičen je na zapadu Šri Lankom i Indijom, dok su mu na sjeveru Bangladeš i Indijska savezna država Zapadni Bengal, po kojoj je zaljev dobio ime. Dalje, na obalama zaljeva su Mijanmar i južni dio Tajlanda. Na jugu zaljev je povezan s Indijskim oceanom, a približna granica mu je zamišljena crta između najjužnije točke Šri Lanke, i najsjevernijeg rta na indonezijskom otoku Sumatri. Na istoku, skupine otoka Andamani i Nikobari od zaljeva odvajaju Andamansko more, rubno more Bengalskog zaljeva.
U zaljev utiče čitav niz velikih rijeka, Ganges, Brahmaputra, Irrawaddy, Godavari, Mahanadi, Krishna i Kaveri, a na obalama je veliki broj luka, neđu najvažnijim su Kalkuta, Čitagong i Yangon.
Uz obalu su brojne skupine otoka, ali osim riječnih ušća, na obalama nema značajnijih zaljeva. Zbog toga, uz obale Bengalskog zaljeva ima vrlo malo prirodnih luka.
Klima ima monsunska obilježja.